# Listă de filme sovietice din 1976
- Filme sovietice din:  1975 — 1976 — 1977

Aceasta este o listă de filme produse în Uniunea Sovietică în 1976.
| Titlu                           | Titlu original                | Regizor             | Distribuție                                         | Gen                   | Note                                                     |
| ------------------------------- | ----------------------------- | ------------------- | --------------------------------------------------- | --------------------- | -------------------------------------------------------- |
| 1976                            |                               |                     |                                                     |                       |                                                          |
| Casa pe care a construit-o Jack | Дом, который построил Джек    | Andrei Hrjanovski   |                                                     | Animație              | După poezia This Is the House That Jack Built            |
| ...And Other Officials          | ... Я DRUGIE Официальные Лица | Semyon Aranovich    |                                                     | Drama                 |                                                          |
| 100 gramm dlya khrabrosti       | 100 грамм для храбрости       |                     |                                                     | Comedie               |                                                          |
| The Ascent                      | Восхождение                   | Larisa Shepitko     |                                                     |                       | Won the Golden Bear at Berlin                            |
| The Blue Bird                   | Синяя птица                   | George Cukor        |                                                     |                       | Joint USSR-USA film                                      |
| Blue Puppy                      | Голубой щенок                 | Yefim Gamburg       |                                                     | Animație              |                                                          |
| Master                          | Мастер                        | Janis Stretch       |                                                     |                       |                                                          |
| Razvlechenie dlya starichkov    | Развлечение для старичков     | Andrey Razumovsky   |                                                     |                       |                                                          |
| Sentimentalnyy roman            |                               | Igor Maslennikov    |                                                     |                       | Entered into the 27th Berlin International Film Festival |
| A Slave of Love                 | Nikita Mikhalkov              | Igor Maslennikov    | Elena Solovey, Rodion Nahapetov, Aleksandr Kalyagin | Romantic comedy-drama |                                                          |
| The Twelve Chairs               | 12 стульев                    | Mark Zakharov       |                                                     |                       |                                                          |
| The White Ship                  |                               | Bolotbek Shamshiyev |                                                     |                       | Entered into the 26th Berlin International Film Festival |
| Twenty Days Without War         |                               | Aleksey German      | Yuri Nikulin, Lyudmila Gurchenko                    | Drama                 |                                                          |
| Vy mne pisali...                | Vy МНП pisali ...             | Aida Manasarova     |                                                     | Drama                 |                                                          |